# Formica suecica
Formica suecica (лат.) — вид средних по размеру муравьёв рода Formica (Formicidae). Красная книга Австрии.

## Распространение
Северная и центральная Европа (бореоальпийский вид): Австрия, Норвегия, Финляндия, Швеция. Эстония и Северо-запад европейской части России.

## Описание
Длина 4—6 мм (самки и самцы не крупнее рабочих: 5—6 мм). Окраска рабочих муравьёв двухцветная; голова с глубокой выемкой на затылочном крае, характерной для всех членов подрода Coptoformica. От других близких видов отличается отсутствием волосков на глазах. Новые колонии основываются молодыми самками путём социального паразитизма на базе семей Formica fusca или реже Formica transkaucasica. Взрослые семьи относительно малочисленные, но иногда включат более 50000 муравьёв. Болота, еловые, пихтовые и берёзовые леса. Гнёзда сложены из растительных остатков и обычно располагаются около пней, камней, мёртвых деревьев. Брачный лёт крылатых половых особей происходит в июле и августе.
Вид был впервые описан в 1902 году шведским энтомологом Готтфридом Адлерцом (Gottfrid Agaton Adlerz; 1858—1918) по материалам из Швеции.
Включены в Красную книгу Австрии в статусе R (отдельные изолированные популяции).